# BMW řady 2
BMW řady 2 (BMW 2 nebo anglicky BMW 2 Series) je řada subcompact výkonných automobilů ( C-segmentu ) vyráběných značkou BMW od roku 2014. Řada 2 byla vytvořena, když BMW začalo vyrábět 2dveřové modely (kupé a kabriolet) BMW řady 1, které později označili jako samostatnou sérii. V současné době se vyrábí druhá generace řady 2.
První generace řady 2 byla uvedena na trh v provedení kupé a kabriolet , přičemž obě měly podvozek s pohonem zadních kol. O rok později byla přidána pětimístná kompaktní karoserie MPV Active Tourer založená na převážně nesouvisející platformě pohonu předních kol sdílené s Mini (F55 / 56/57). Poté následovala sedmimístná verze s názvem Gran Tourer.
Druhá generace byla představena v roce 2019 s karoserií sedan Gran Coupe fastback. V této generaci došlo k přechodu řady 2 na platformu pohonu předních kol, kterou používala předchozí generace Active Tourer a řada hatchbacků řady F40 1.
BMW M2 je nejvýkonnější sportovní série 2. První generací modelu M2 je kupé F87 a je poháněno přeplňovanými šestiválcovými motory.

## První generace (F22 / F23 / F45 / F46; 2014 – dosud)

### Coupé / Cabrio (F22 / F23; 2014 - současnost)

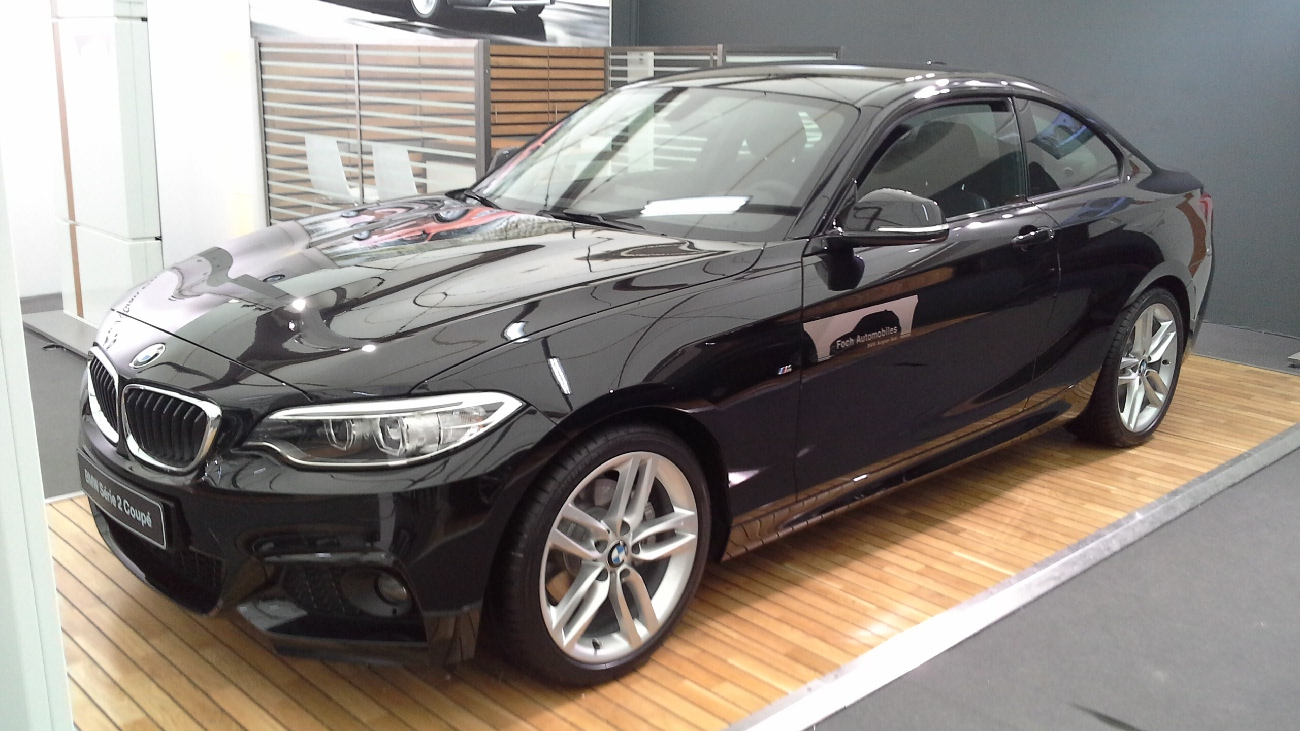
F22 kupéF46 Gran Tourer F23 kupé

První generace BMW řady 2 se vyrábí v následujících stylech karoserie:
- 2dveřové kupé (modelový kód F22)
- 2dveřový kabriolet (kód modelu F23)

Tato generace se vyrábí od listopadu 2013 a často se souhrnně označuje jako F22. F22 byl se stal nástupcem kupé řady E82 1 a kabrioletů řady E88 1 . V současné době se vyrábí spolu s řadou hatchbacků F20 řady 1 v Lipsku . Vysoce výkonný model F87 M2 se vyrábí ve stylu karoserie kupé. Je poháněn přeplňovanými řadovými motory BMW N55 a BMW S55.

### Active Tourer / Gran Tourer (F45 / F46; 2014 – současnost)
Active Tourer BMW řady 2 je kompaktní MPV postavené na podvozku BMW UKL s pohonem předních kol.
BMW řada 2 Gran Tourer má delší rozvor, je sedmimístné a bylo vydáno v červnu 2015. Šesté a sedmé sedadlo se dá vysunout z podlahy nákladového prostoru.

## Druhá generace (F44; 2019 – dosud, G42; 2021-dosud)
BMW v říjnu 2019 představilo 4místnou variantu Gran Coupé postavenou na podvozku BMW UKL s pohonem předních kol. Poslední BMW řady 2 vyšlo na trh v březnu 2020 a to ve verzi M2 CS.Na podzim 2020 nejspíše přestane výroba modelu BMW M2 pro Evropu díky přísným emisním normám, které tento model nesplňuje.